# Великозалісся
Великозалі́сся (колишні назви — Великі Вірмени, Велико-Залісся) — село в Україні, у Гуменецькій сільській територіальній громаді Кам'янець-Подільського району Хмельницької області.

## Назва
Первісна назва села «Великі Вірмени» пов'язана з тим, що засноване вірменськими переселенцями, також історично зафіксовано документах назву «Вармяни». Розподіл на Великі Вірмени та Малі Вірмени пов'язаний з розрізненням цих окремих населених пунктів і найбільш ймовірно «великі/малі» вказує на розмір цих поселень. У 1947 році відповідно до радянської політики змінено на нейтральну назву «Великозалісся», зі збереженням історичної частини «великі».

## Географія
Подільське село Великозалісся розташоване в південно-західній частині України на річці Смотрич, за 14 кілометрів автодорогами від райцентру і залізничної станції Кам'янець-Подільський. На відстані 3,1 кілометра від центру села проходить автошлях територіального значення Т 2321.

### Клімат
Великозалісся знаходяться в межах вологого континентального клімату із теплим літом.

## Історія
На околицях села знайдено рештки ранньослов'янського поселення черняхівської культури.
Заснування села пов'язане з вірменськими переселенцями. В 1230 р. галицький князь Лев Данилович запросив вірмен у військо для оборони східного кордону своєї держави. В подяку за справну військову службу князь нагороджував їх маєтками. У той час вірмени-переселенці заснували поблизу Кам'янця сільськогосподарську колонію, відому під назвою Малі та Великі Вірмени, нині Малозалісся та Великозалісся.
Перша письмова згадка про село датується 1493 роком, у Вірменах тоді було 10 димів (так називали той час одиницю оподаткування).
XVI століття по книжці польського дослідника Олександра Яблоновського, виданої 1889 року, довідуємося, що 1530 року у Вірменах вважалося 0,5 плуга, або лани (теж одиниці оподаткування), 1542 року — 1 лан, 1565 року — 5 ланів, через 8 років — 12. Із середини XVI століття Вірмени належали Радецьким.
За адміністративним поділом XVI–XIX століть належало до Кам'янецького повіту.
У селі знаходилась Церква Успіння, збудована в 1644 році. До нашого часу церква не збереглась.
На початку XVII століття Мартин Радецький, не маючи дітей, подарував село Вірмени кам'янецьким єзуїтам з умовою, щоб вони на доходи свого маєтку розмістили при своєму монастирі конвікт (від латинського — гуртожиток; тобто, закритий навчальний заклад, в якому всі вихованці живуть разом, користуючись усім готовим) для шляхетських дітей. За скасування єзуїтського ордену (1773 рік), Вірмени надійшли у відання едукаційної комісії, яка 1774 року цей маєток продала Йосипу Мержеєвському, подільському чашнику, з умовою плати 4,5 % з оціночної суми на користь едукаційного фундушу (капіталу). 1793 року плата була збільшена до 5 %, 1806 року — до 6 %, а 1807 року була збільшена і оціночна сума на 0,25. Близько 1800 року Вірмени перейшли на умовах плати до скарбниці відомого відсотка з оціночної суми до Борковського, 1856 року — до Олександра Садовського, а з 1873 року — до Федора Казимира.
Книга «Історичні відомості про парафії та церкви Подільської єпархії. Кам'янецький повіт», видана 1895 року священиком Юхимом Сіцінським, свідчить про таких священиків, які були в церкві Великих Вірмен: Симеон Зелінський, Стефан Зелінський, Григорій Зелінський, Олександр Неклеєвич, Максим Курчинський, Лев Трохимович, Георгій Гінковський, Ананій Длугопольський, Іоанн Підгурський.
1898 року Великі Вірмени належали дворянину Бессарабської губернії Володимиру Федоровичу Казимиру. Маєток перебував в управлінні дворянина Івана Євгеновича Овсінського. Всій землі — 1500 десятин, зокрема, садиби — 50, орної — 1155, лісу — 155, вигону — 70 і непридатної землі — теж 70 десятин.
1906 року відбувся страйк селян.
Внаслідок поразки Перших визвольних змагань на початку XX століття, село надовго окуповане російсько-більшовицькими загарбниками.
Радянська окупація принесла колективізацію та розкуркулення, селяни зазнали репресій.
В 1932–1933 селяни села пережили сталінський геноцид.
По закінченню Другої світової війни у 1946—1947 роках мешканці села пережили голод.
Село до 1947 року називалось Великі Вірмени. Радянська влада боролась зі всім ворожим та буржуазним, у немилість потрапили назви інших народів, у різний час було вилучено практично усі назви поселень, в основах яких звучали як давні, так і новітні етноніми. Виняток було зроблено лише для етноніма «російський». Так село Великі Вірмени стало селом Великозалісся.
З 24 серпня 1991 року село входить до складу незалежної України.
В селі знаходиться восьмирічна школа, клуб із залом на 450 місць, бібліотека, медпункт, дитячі ясла, швейна майстерня.
13 серпня 2015 року внаслідок об'єднання сільських рад село ввійшло до складу Гуменецької сільської громади. Об'єднання в громаду має створити умови для формування ефективної і відповідальної місцевої влади, яка зможе забезпечити комфортне та безпечне середовище для проживання людей.

## Населення
За свідченням статистика Віктора Гульдмана, у Великих Вірменах 1893 року був 251 двір, мешкало 1388 осіб.
За свідченням книжки «Населені місця Поділля», виданої у Вінниці 1925 року, у Великих Вірменах було 330 господарств, мешкали 1376 осіб.
1998 року кількість дворів у Великозаліссі не змінилася — 251, а ось мешканців поменшало — 560.
За переписом населення України 2001 року в селі мешкало 496 осіб.
Протягом 2012—2013 років кількість дворів зменшилася до 184, зменшилося і населення: на 1 січня 2012 року — 505 мешканців, на 1 січня 2013 року — 479 осіб.
Згідно перепису 2015 року селі проживало 432 особи, населення села скоротилось на 12,90 % порівняно зі 2001 роком.

### Мова
У селі поширені західноподільська говірка та південноподільська говірка, що відносяться до подільського говору, який належить до південно-західного наріччя.
Розподіл населення за рідною мовою за даними перепису 2001 року:
| Мова       | Відсоток |
| ---------- | -------- |
| українська | 97,41 %  |
| російська  | 2,59 %   |

## Економіка
- СТ «Велике Залісся»
- Фермерське господарство «Еко. Поле»
- Фермерське господарство «Акурра»
- ТОВ «Реставратор-Поділля»[7]

## Відомі люди

### Народилися
- Бойко Віктор Вікторович — український фахівець у галузі геодинаміки вибуху, доктор технічних наук, професор.

### Проживали, перебували
- Кисельов Олександр Іванович — український літературознавець, перекладач, доктор філологічних наук.

## Охорона природи
Село лежить у межах національного природного парку «Подільські Товтри».

## Галерея

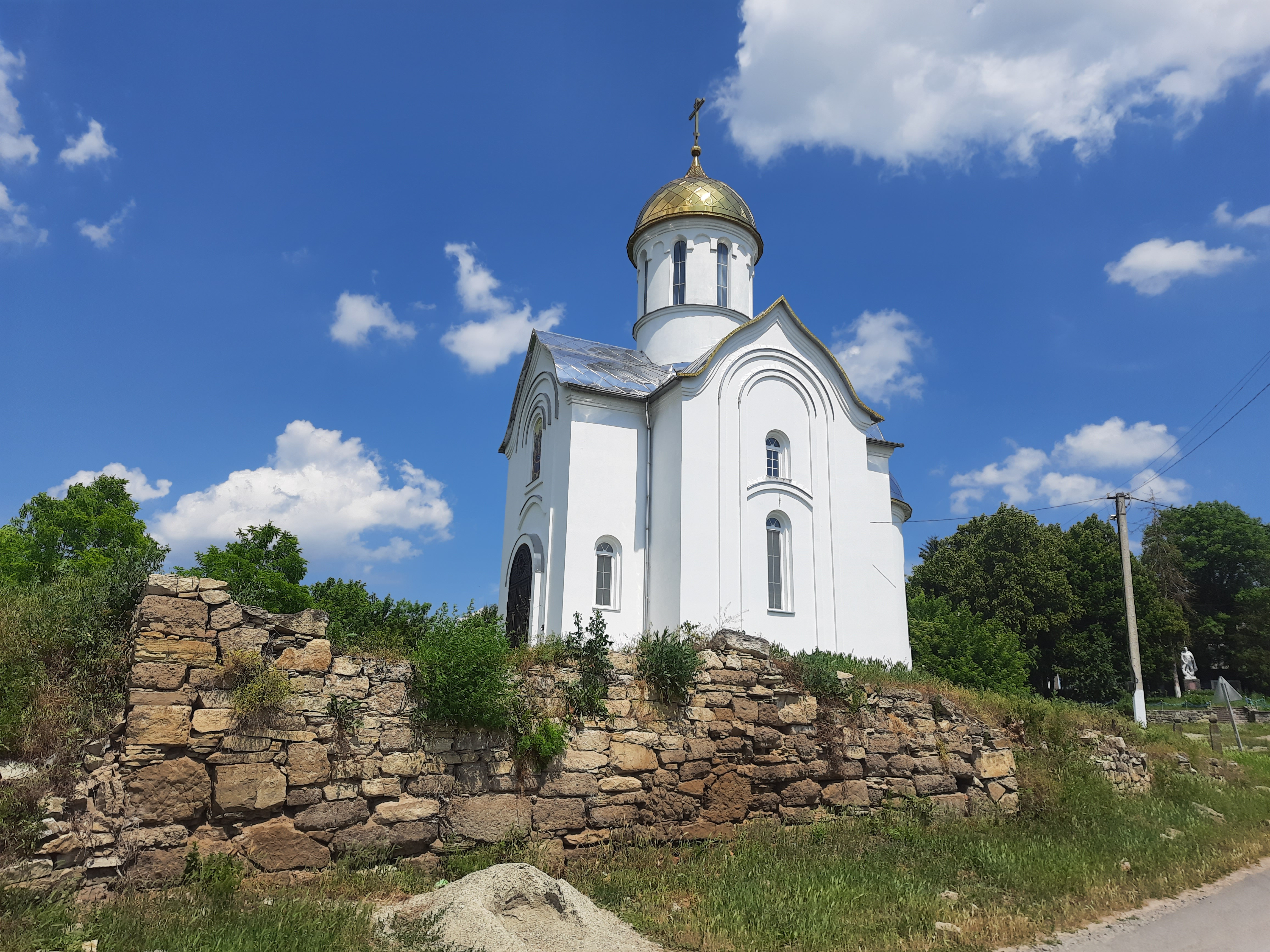
Церква Успіння Божої Матері
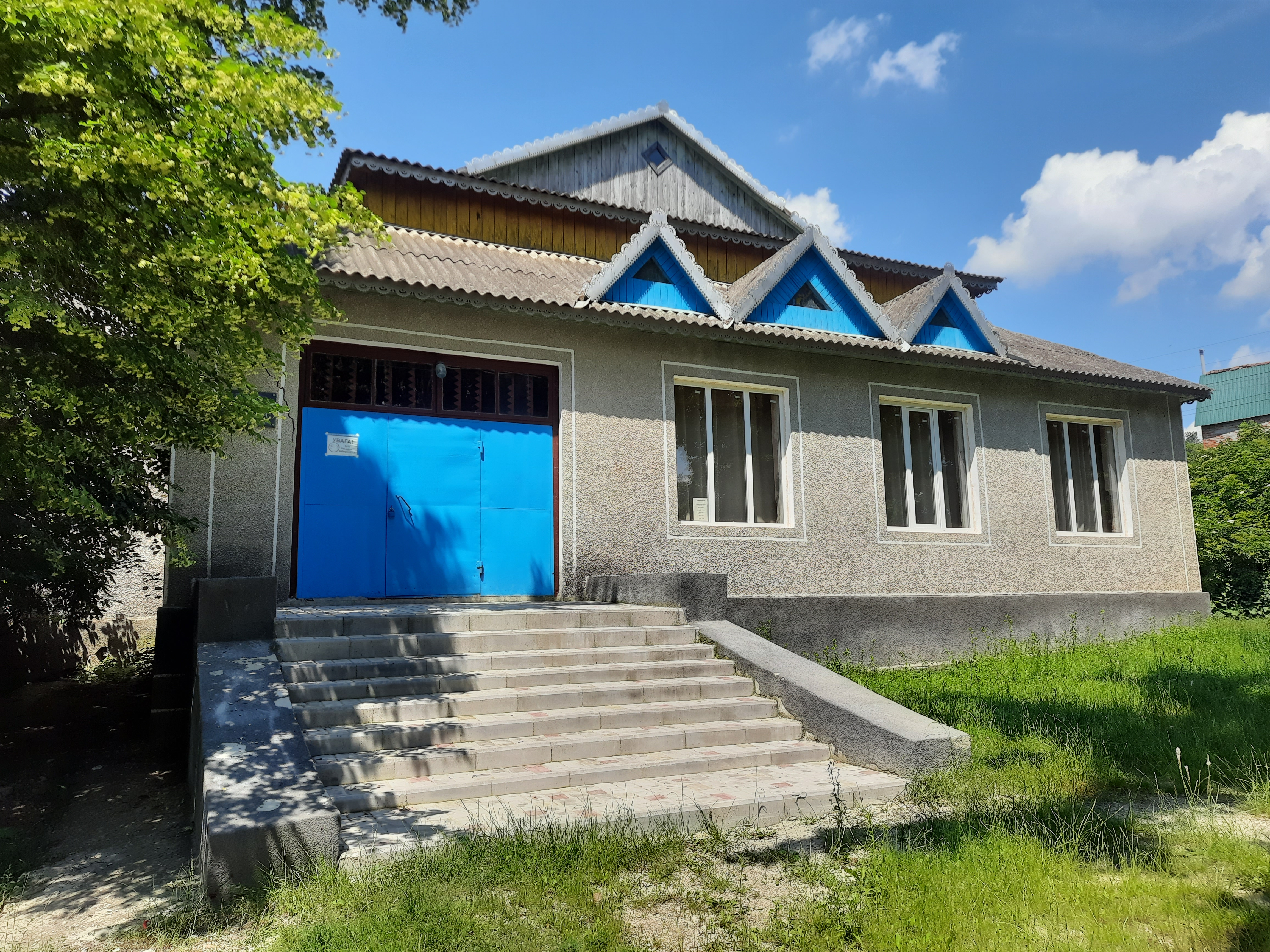
Клуб
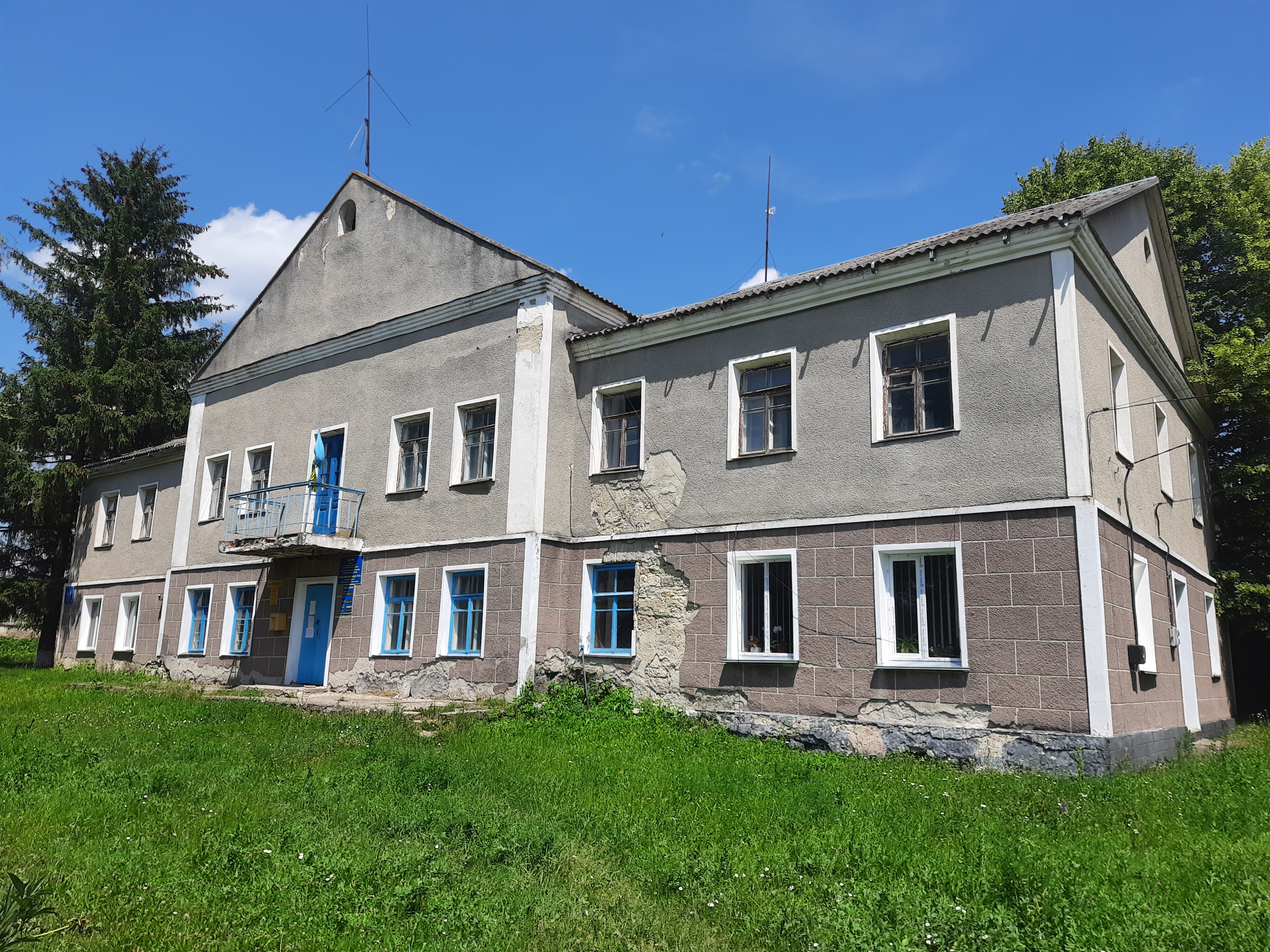
Старостат
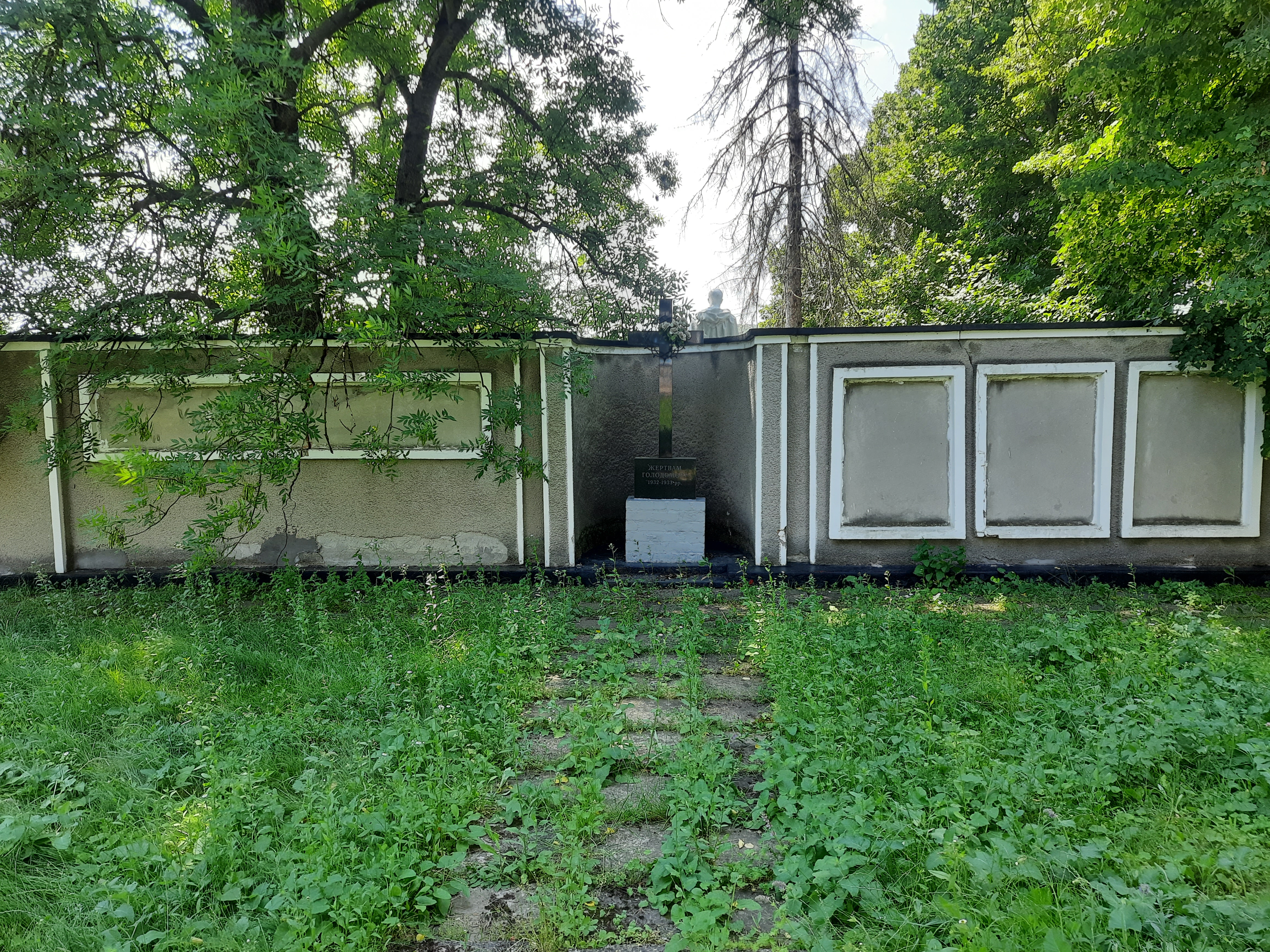
Пам'ятник жертвам голодомору